# Edward J. Shoben
Edward Joseph Shoben, Jr.  (* 3. Oktober 1918 in Oberlin; † 11. Mai 1996 in Tucson) war ein US-amerikanischer klinischer Psychologe, der am Teachers College in New York City gelehrt hat und Verwaltungspositionen an verschiedenem US-amerikanischen Universitäten innehatte.

## Leben
Als kleines Kind zog er mit seinen Eltern von Oberlin nach Glendale, wo sein Vater, Edward Joseph Shoben, ein gescheiterter Varieté-Schauspieler, eine sicherere Anstellung bei der Eisenbahn fand, zunächst in der Passagierabteilung der Southern Pacific und dann in der Frachtabteilung der Texas and Pacific. Seine Mutter Clara Wharton Shoben war die Tochter eines Arztes in Yates Center, Kansas. Joe hatte eine jüngere Schwester, die der 1921 im Säuglingsalter verstarb, so dass er als
Einzelkind aufwuchs. Nach dem Abschluss der Grundschule und der Woodrow Wilson High School, beide in Glendale, besuchte er zwei Jahre lang das Glendale Junior College. Danach schrieb er sich an der University of Southern California ein, wo er 1939 einen B.A. in Englisch, 1946 einen M.A. in Soziologie und 1948 einen Ph.D. in klinischer Psychologie erwarb. Danach unterrichtete er kurzzeitig an einer High School, arbeitete im Büro eines Speditionsunternehmens und begann ein Masterstudium in Englisch, das er aber nicht abschloss. Bevor er seine Dissertation abschloss, begann er 1947 eine Lehrtätigkeit als Assistenzprofessor und klinischer Berater am Student Counseling Service der Psychologiefakultät der Universität von Iowa. Dort kam er mit dem Behaviorismus in Kontakt, dessen wissenschaftstheoretische Basis der logische Positivismus war. Dieses intellektuelle Klima bildete den Hintergrund für seinen Artikel in der Harvard Educational Review, der 1949 in einer überarbeiteten und erweiterten Fassung auch im Psychological Bulletin erschien.
1950 wurde er Mitglied der psychologischen Fakultät des Teachers College an der Columbia University, wo er die Kurse für Beratung und Psychotherapie unterrichtete und eine kleine Privatpraxis führte. Während dieser Zeit in New York wurden seine theoretischen Interessen an der Psychotherapie durch eine Psychoanalyse bei Frieda Fromm-Reichmann und durch einen langjährigen Briefwechsel mit Orval Hobart Mowrer erweitert. 1965 nahm er eine Stelle an der University of Cincinnati als Gründungsdirektor des Institute for Research and Training in Higher Education an. Im gleichen Jahr wechselte er nach Washington, wo er Direktor der Commission on Academic Affairs des American Council on Education wurde. 1968 bis 1969 war er Leiter für akademische Planung und Direktor für Hochschulstudien an der State University of New York in Buffalo, und 1969 wurde er Executive Vizepräsident am Evergreen State College.
1978 ließ er sich als Privatarzt in Beverly Hills nieder. Daneben hatte er eine Reihe von Teilzeitstellen als Dozent an verschiedenen Einrichtungen in Südkalifornien inne, darunter die California School of Professional Psychology, heute ein Teil der California Lutheran University. Er war als Psychotherapeut in Arizona, Kalifornien, New York, Pennsylvania und Washington zugelassen. Im Jahr 1991 zog er sich nach Patagonia in Arizona zurück, wo er seine Praxis weiterführte und an der University of Arizona lehrte. Er verstarb im 78. Lebensjahr an Leberkrebs in einem Hospiz in Tucson.

## Werk
Er lieferte als Pädagoge, Autor, Praktiker und Verwalter Beiträge zur Entwicklung der Beratungspsychologie. Er schlug auch eine lerntheoretische Interpretation von Beratung und Psychotherapie vor, die eine der Grundlagen der heutigen kognitiven Verhaltenstherapie ist. 1949 veröffentlichte er eine bahnbrechende lerntheoretische Analyse des Psychotherapieprozesses. Damit forderte er die Therapeuten seiner Zeit heraus, die sich spontan ändernden Gegebenheiten in der Psychotherapie neu zu überdenken. Er wurde zwar von den Praktikern weitgehend ignoriert, war aber einflussreich für die Entwicklung der Verhaltenstherapie. Er überbrückte damit die damals bestehende Kluft zwischen den akademischen Lerntheoretikern und den überwiegend psychoanalytischen Praktikern seiner Zeit; indem er nach gemeinsamen Faktoren suchte, war er ein Pionier der Integration unterschiedlicher Vorgehensweisen in der Psychotherapie. Seine Interessen reichten von Beratung und Psychotherapie bis hin zu psychischer Gesundheit, Hochschulbildung und studentischer Personalarbeit. In seinen späteren Schriften wie auch in seinem Beratungsansatz positionierte er sehr an der Humanistische Psychotherapie, eine deutliche Abkehr von seiner früheren verhaltensorientierten Ausrichtung.

## Ehrungen/Positionen
- 1959 bis 1960: Präsident der Abteilung Beratungspsychologie (Abteilung 17) der American Psychological Association
- 1959 bis 1960: Präsident der Abteilung für Lehrpsychologie (Abteilung 2) der APA
- 1961 bis 1962: Präsident der Abteilung für Ästhetik, jetzt Psychologie und Kunst (Abteilung 10) der APA
- 1962 bis 1963: Präsident der Abteilung für philosophische Psychologie (Abteilung 24) der APA
- Präsident der psychologischen Landesverbände von New York und New Jersey
- Mitgründer des Journal of Counseling Psychology
- Herausgeber bzw. Mitherausgeber des Journals of Abnormal Psychology, des Teachers College Record und des Educational Record

## Privates
Er war zweimal verheiratet, beide Ehen endeten mit einer Scheidung. Seine erste Frau, Anne, starb im Jahr 1991. Seine zweite Frau, Ann, lebt in Pasadena, Kalifornien, und ist technische Autorin und Redakteurin. Er hatte den Sohn Edward Joseph Shoben, III, Doktor der Psychologie aus Stanford, der Professor und Leiter des Fachbereichs Psychologie an der University of Illinois at Urbana-Champaign und seit 2004 Emeritus of Psychology ist.

## Publikationen (Auswahl)
Monografien
- Lionel Trilling Mind and Character. Frederick Ungar Publishing Co., New York 1981.
- Problems and Issues in Contemporary Education: An Anthology from the Harvard Educational Review and the Teachers College Record. Foresman, Scott, 1968.
- Mit L. F. Shaffer: The psychology of adjustment (2nd ed.). Houghton Mifflin Co., Boston 1956.

Herausgeberschaften
- Mit Ohmer Milton: Learning and the professors.  Ohio University Press, Athens 1968.
- Mit Floyd L. Ruch: Perspectives in psychology. Scott, Foresman & Co., Chicago 1963.
- Mit Laurance Frederic Shaffer:  The psychology of adjustment: a dynamic and experimental approach to personality and mental hygiene (2d ed.).  Houghton Mifflin, Boston 1956.

Zeitschriftenartikel/Buchbeiträge
- Cultural Criticism and the American College. In: Daedalus, 1970, 99 (3), S. 676–699.
- Psychology: Natural Science or Humanistic Discipline? In: Journal of Humanistic Psychology, 1965, 5 (2), S. 210–218.
- The Counselor's Theory as Personal Trait. In: The Personnel and Guidance Journal, 1962, 40 (7), S. 617–621.
- Viewpoints from Related Disciplines: Learning Theory. In: Teachers College Record, 1959, 60 (5), S. 1–9.
- Toward a concept of the normal personality. In: American Psychologist, 1957, 12 (4), S. 183–189.
- Behavior Theories and a Counseling Case: A Symposium. In: Journal of Counseling Psychology, 1956, 3 (2), S. 107–108.
- Counseling. In: Annual Review of Psychology, 7, 1956.
- Counseling and the learning of integrative behavior. In: Journal of Counseling Psychology, 1954, 1 (1), S. 42–48.
- Mit Loren R. Borland: An empirical study of the etiology of dental fears. In: Journal of Clinical Psychology, 10 (2), S. 171–174.
- The assessment of parental attitudes in relation to child adjustment. In: Genetic Psychological Monographs, 1949, 39, S. 101–148.
- Psychotherapy as a problem in learning theory. In: Psychological Bulletin, 1949, 46 (5), S. 366–392.